# Gasdruck-Signalfanfare

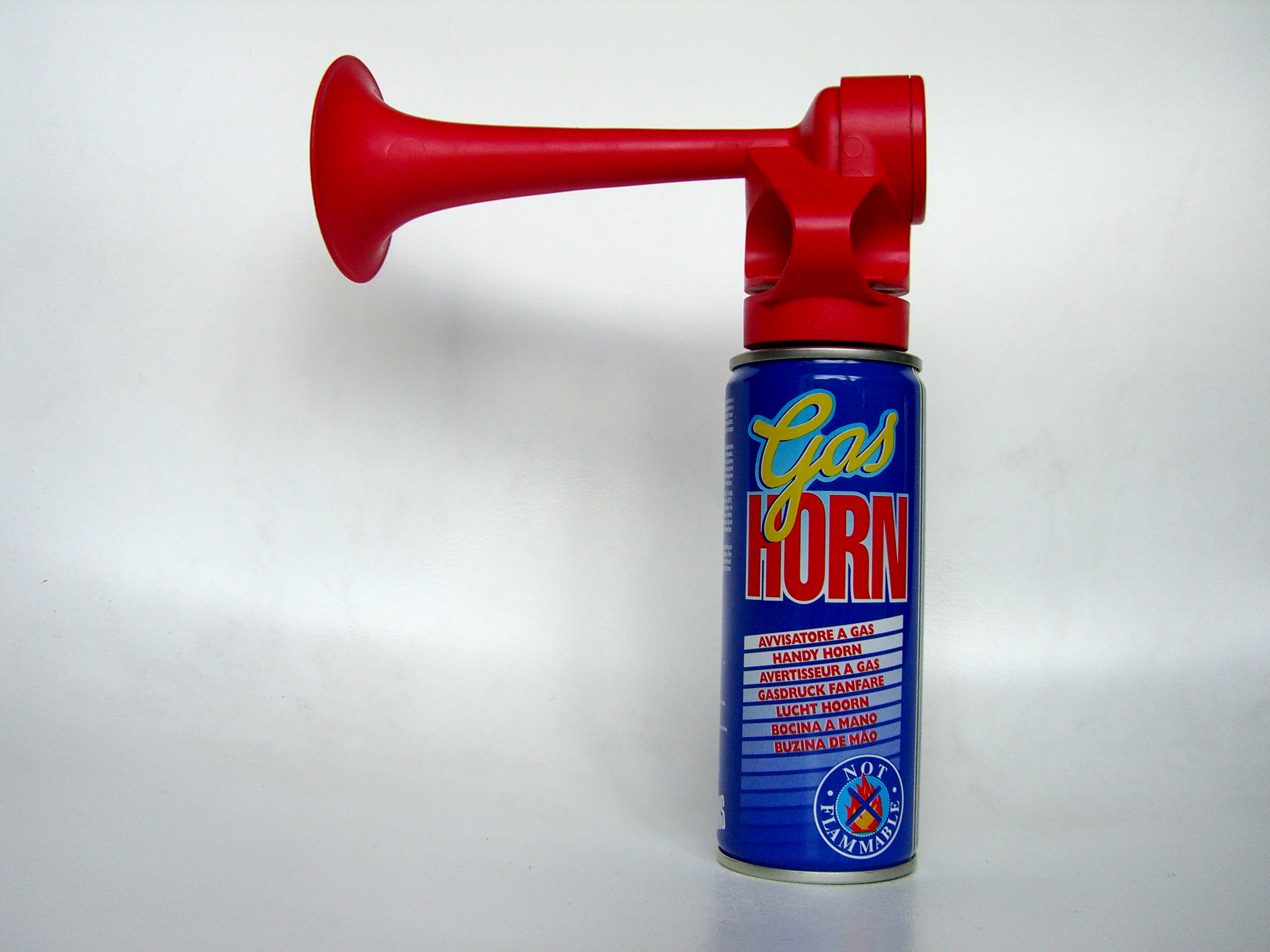
Beispiel

Eine Gasdruck-Signalfanfare (Druckluftfanfare, Pressluftfanfare, Gasdruckfanfare, Powerfanfare, Fußballfanfare, Lufthupe, Fußballtröte) ist ein mobiles druckluftbetriebenes Signalgerät, das einen lauten Ton (ca. 100–140 db(A)) auf einer Frequenz von ca. 520 Hz erzeugt.
Es besteht aus einer handlichen Metalldose, die mit Druckluft befüllt ist. Am Kopf befindet sich ein Exponentialtrichter.
Signalfanfaren werden überwiegend in der Fußballkultur (Stadien) durch Fans benutzt. Teilweise sind sie auch als Notsignal in Gebrauch.
Ein Typhon ist ein fest am Fahrzeug verbautes, sehr lautstarkes Schallsignalgerät auf Schiffen und bei Eisenbahn-Triebfahrzeugen/Lokomotiven. Das Folgetonhorn von Straßeneinsatzfahrzeugen (THW- und Feuerwehr-LKW) ist ebenfalls druckluftbetrieben, wird aber nicht als Typhon bezeichnet.